# Iurii Suhorukov
Iurii Suhorukov (n. 29 martie 1968, Donețk, RSS Ucraineană, URSS) este un trăgător de tir ce a reprezentat Ucraina, medaliat olimpic. A participat la 2 ediții ale Jocurilor Olimpice (2004, 2008) în care a câștigat o medalie de argint.